# Mary Bunting
Mary Ingraham Bunting (* 10. Juli 1910 in Brooklyn, New York (Bundesstaat); † 21. Januar 1998 in Hanover, New Hampshire) war eine US-amerikanische Mikrobiologin und Hochschullehrerin. Sie war von 1960 bis 1972 die 5. Präsidentin des Radcliffe Colleges.

## Leben und Werk
Bunting war das älteste Kind von dem Anwalt Henry Andrews Ingraham und der Leiterin des nationalen Young Women’s Christian Association (YWCA), Mary Shotwell Ingraham. Nach ihrem Abschluss am Packer Collegiate Institute in Brooklyn studierte Bunting 1927 Physik am Vassar College, wo sie 1931 den Bachelor-Abschluss mit Auszeichnung erhielt. Anschließend erwarb sie 1932 an der University of Wisconsin–Madison einen Master-Abschluss in Bakteriologie. Während eines Kurses in Pathologie lernte sie den Medizinstudenten Henry Bunting kennen, den sie 1937 heiratete und mit dem sie vier Kinder bekam. Sie promovierte 1934 an der University of Wisconsin–Madison und veröffentlichte von 1933 bis 1935 vier wissenschaftliche Arbeiten.
Sie lehrte und forschte von 1936 bis 1937 am Bennington College, dann bis 1938 am Goucher College, von 1946 bis 1947 als Dozentin für Botanik am Wellesley College, von 1948 bis 1955 als Dozentin für Mikrobiologie an der Yale University und 1955 nach dem Tod ihres Ehemannes als Dekanin des Douglass College an der Rutgers University. 1958 war sie im Abteilungsausschuss für wissenschaftliches Personal und Bildung der National Science Foundation (NSF) tätig.
1960 wurde sie Präsidentin des Radcliffe Colleges, welches damals ausschließlich ein Frauencollege und eine Schwesterinstitution von der Harvard University war. In ihrem ersten Jahr gründete Bunting das Radcliffe Institute for Independent Study, welches 1978 zu ihren Ehren in Bunting Institut umbenannt wurde. Das Institut richtete sich an Frauen mit familiären Verpflichtungen, die ein Jahr lang wieder studieren konnten und bot Stipendien und Büroräume für Doktorandinnen. Zu den Absolventinnen gehörten die Dichterin Anne Sexton, die Schriftstellerinnen Gish Jen, Sue Miller und Alice Walker, die Psychologin Carol Gilligan, die Wissenschaftlerin Sylvia Earle, Sozialaktivistin Kathleen Cleaver, die Anthropologin Mary Catherine Bateson und die Performancekünstlerin Anna Deavere Smith.
Bunting leistete Pionierarbeit im Bereich des koedukativen Universitätsleben. Unter ihrer Präsidentschaft erhielten Radcliffe-Studentinnen erstmals Harvard-Abschlüsse, Frauen wurden an den Harvard Graduate School und Business Schools zugelassen, und die Radcliffe Graduate School wurde mit der Harvard Graduate School of Arts and Sciences zusammengelegt. Sie unterstützte den koedukativen Wohnungsbau, entwarf ein neues Wohnhaussystem für Studenten, beaufsichtigte den Bau der Hillel-Bibliothek, die sowohl von Männern als auch von Frauen benutzt werden konnte.
Sie war von 1961 bis 1963 während der Präsidentschaft von John F. Kennedy Mitglied des Committee on the Status of Women. Sie war Mitglied der Task Force on Youth unter Präsident Richard Nixon und von 1964 bis 1965 war sie die erste Kommissarin der United States Atomic Energy Commission.
1972 arbeitete sie für drei Jahre an der Umsetzung der Koedukation an der Princeton University und ging 1975 in den Ruhestand. 1979 heiratete sie den ehemaligen Harvard-Kinderarzt Clement Smith. Nach seinem Tod 1988 zog sie nach Hanover. Sie starb dort im Alter von 87 Jahren.

## Ehrungen
- 1960: Honorary Degree, Smith College[4]
- 1960: Mitglied der American Academy of Arts and Sciences[5]
- 1962: Goldmedaille des National Institute of Social Scientists
- 1983: Ehrendoktorwürde der Southern Methodist University[6]